# Chamilly (Saône-et-Loire)
Chamilly é uma comuna francesa na região administrativa de Borgonha-Franco-Condado, no departamento de Saône-et-Loire. Estende-se por uma área de 4,7 km². Em 2010 a comuna tinha 158 habitantes (densidade: 33,6 hab./km²).